# Vol de l'aigle
 (juillet 2017).
Si vous disposez d'ouvrages ou d'articles de référence ou si vous connaissez des sites web de qualité traitant du thème abordé ici, merci de compléter l'article en donnant les références utiles à sa vérifiabilité et en les liant à la section « Notes et références ».
Troisième Coalition
Batailles
Batailles des Cents-Jours
Campagne du duc d'Angoulême
- Ajaccio
- Bonifacio
- Montélimar
- Loriol

Campagne de Belgique
- Ligny
- Quatre-Bras
- Waterloo
- Wavre

Campagne de France de 1815
- Maubeuge
- Huningue
- La Souffel
- Vélizy
- Rocquencourt
- Sèvres
- Issy

Guerre napolitaine
- Panaro
- Ferrare
- Occhiobello
- Carpi
- Casaglia
- Ronco
- Cesenatico
- Pesaro
- Scapezzano
- Tolentino
- Ancône
- Castel di Sangro
- San Germano
- Gaète

Guerre de Vendée et Chouannerie de 1815
- Les Échaubrognes
- L'Aiguillon
- Aizenay
- Sainte-Anne-d'Auray
- Cossé
- Saint-Gilles-sur-Vie
- Redon
- Les Mathes
- Muzillac
- Rocheservière
- Thouars
- Auray
- Châteauneuf-du-Faou
- Guérande
- Fort-la-Latte

Le Vol de l'aigle est l'expression usuelle qui désigne le retour en France de Napoléon Ier depuis l'île d'Elbe après le premier exil, entre le 1er et le 20 mars 1815, à partir duquel commence la période des Cent-Jours.

## Déroulement

### Départ de l'île d'Elbe

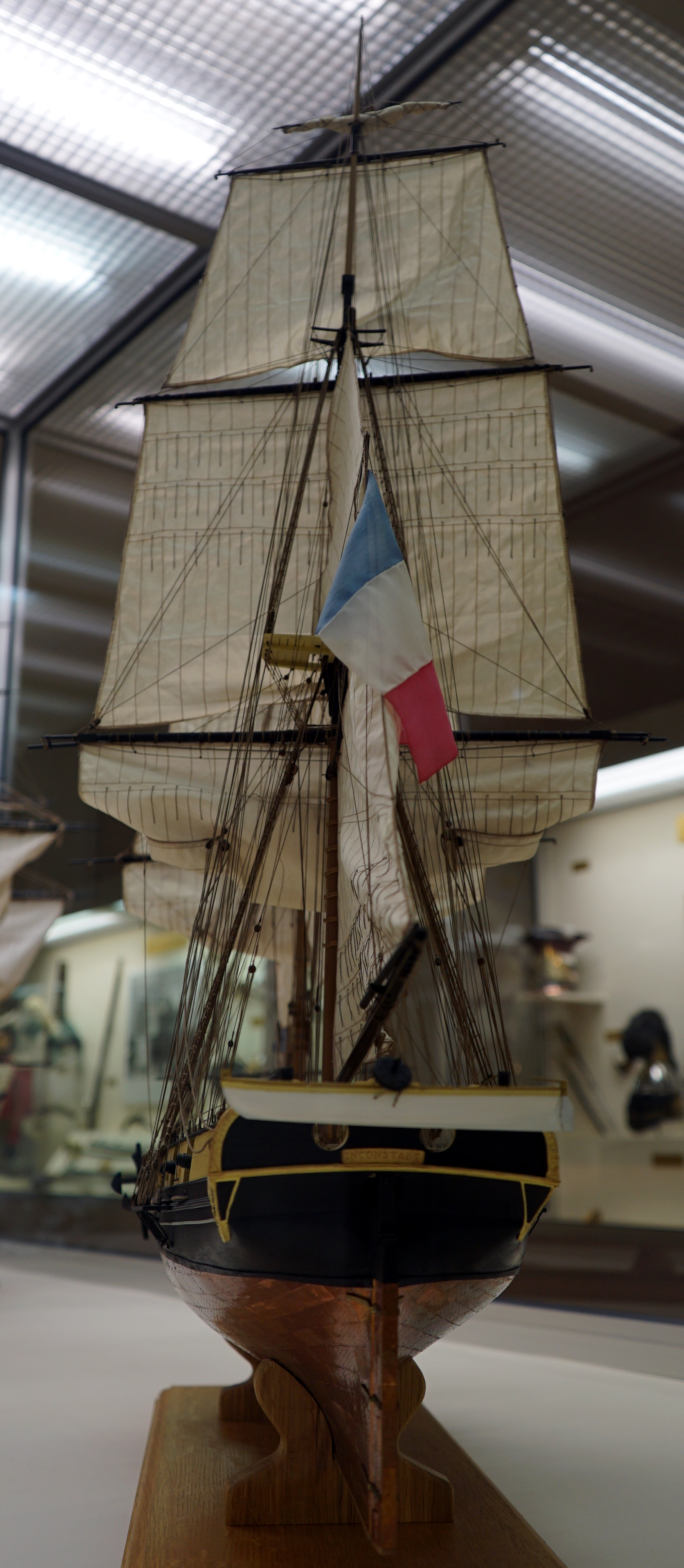
Maquette de L'Inconstant, musée Saint-Remi de Reims.

Au cours de ses 300 jours passés sur l'île d'Elbe, Napoléon active des réseaux civils et militaires et reçoit de France de nombreuses visites ; cela lui permet de se rendre compte d'une certaine déception des Français vis-à-vis de la Restauration, mais c'est surtout la crainte d'un débarquement allié et d'être enlevé qui l'incitent à partir.
Au cours du mois de février, sept bateaux sont préparés pour accueillir l'Empereur et le millier d'hommes composant sa suite, dont les généraux Bertrand et Cambronne, ainsi que les armes et le matériel nécessaires. Le brick L'Inconstant, maquillé en navire britannique, est préparé pour accueillir Napoléon et une grande partie de ses soldats.
Le 24 février, des mouvements suspects lui ayant été signalés, le navire britannique le Partridge accoste sur l'île. Il la quitte peu après, mais son commandant, le capitaine Ady, rentre au port de Livourne et fait son rapport.
Le départ des sept navires a lieu le 26 février vers 21 heures. La flotte britannique, mise en alerte par le capitaine Ady, se met en route le 26 dans l'après-midi mais ne peut l'intercepter.
Napoléon souhaite reconquérir son trône « sans verser une seule goutte de sang », il compte donc sur un ralliement massif des Français.

### Débarquement à Golfe-Juan
Le débarquement a lieu le 1er mars à 13 heures. Napoléon est accompagné d'à peu près 1 200 hommes, et envoie un détachement composé de 25 soldats pour prendre Antibes, mais la ville refuse de se rendre et fait prisonniers les soldats. Après avoir installé son campement, l'Empereur envoie deux déclarations aux Français et aux soldats afin de justifier son retour. Il décide également de son itinéraire, renonçant à passer par la vallée du Rhône en raison des importantes garnisons qui s'y trouvent mais aussi de l'opinion provençale, majoritairement royaliste. Il choisit la route du Dauphiné.

### Trajet de Golfe-Juan à Paris
(juin 2020).

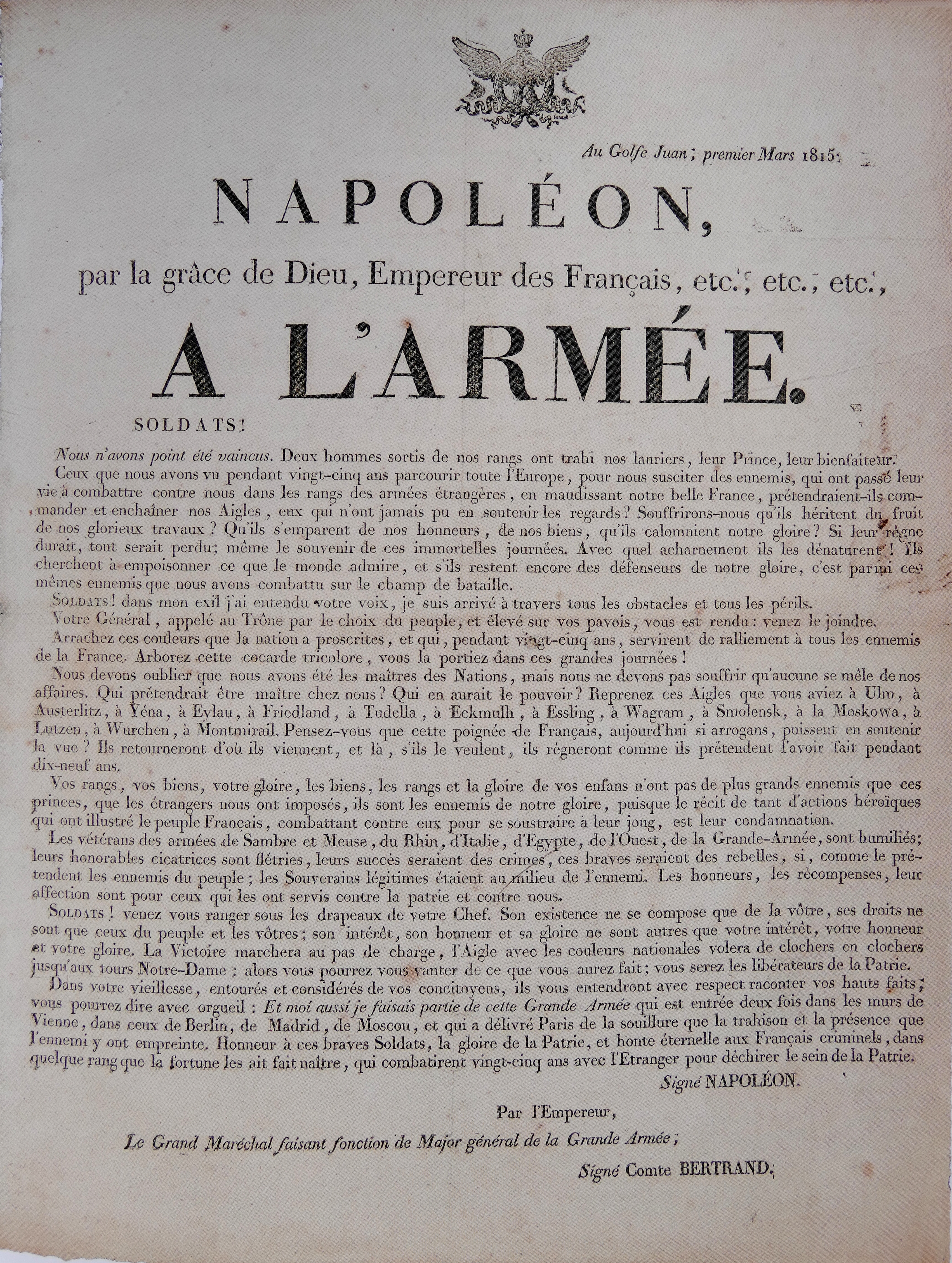
Proclamation du 1 mars 1815, Napoléon, par la grâce de Dieu, Empereur des Français, etc., etc., etc., : A L'Armée....

Le jeudi 2 mars, Napoléon Ier effectue le trajet de 63 kilomètres séparant Golfe-Juan de Séranon. Le lendemain, l'ex-empereur rejoint Barrême où il dort. Le samedi, alors que Napoléon arrive à Malijai, Masséna, un ancien maréchal napoléonien qui se dévoue désormais à la cause du roi Louis XVIII, apprend le débarquement de « l'usurpateur » et en informe le roi par télégraphe Chappe. Masséna envoie des troupes pour arrêter Napoléon, à la demande du roi. Des renforts se joignent à lui dès le 6 mars. Le comte d'Artois (futur roi Charles X) se rend à Lyon accompagné par le général Macdonald. Le général Marchand, fidèle au roi, ordonne au bataillon du 5e de ligne, commandé par Lessart (ou Delassart, suivant les versions), de marcher sur le défilé de Laffrey par lequel Napoléon doit passer.
Lessard, commandant avec le capitaine Randon (neveu du général Marchand) le régiment du 5e de ligne dépêché pour arrêter « l'ogre corse », rencontre la troupe de l'empereur à proximité de Laffrey dans ce qui sera appelé par la suite la prairie de la Rencontre. Le colonel Raoul, dans le camp bonapartiste, se porte vers le commandant royaliste et annonce : « l'Empereur va marcher vers vous ». Lessard lui répond : « Je suis déterminé à faire mon devoir, et si vous ne vous retirez pas sur-le-champ, je vous fais arrêter ». Le commandant confie à ses officiers : « Comment engager le combat avec des hommes qui tremblent de tous leurs membres et qui sont pâles comme la mort ? » À ce moment, des civils qui suivaient la troupe bonapartiste traversent l'espace entre les deux camps et vont vers les troupes royalistes. Ils donnent alors aux soldats sous les ordres du roi une proclamation écrite par l'empereur : « Soldats ! Venez vous ranger sous les drapeaux de votre chef. Son existence ne se compose que de la vôtre. L'aigle, avec les couleurs nationales, volera de clocher en clocher jusqu'aux tours de Notre-Dame. » Napoléon fait aussi un discours pour demander le ralliement des soldats à son camp. Il prend aussi à témoin les paysans qui le suivent :
« Je viens avec une poignée de braves, parce que je compte sur le peuple et sur vous. Le trône des Bourbons est illégitime, puisqu'il n'a pas été élevé par la nation ; il est contraire à la volonté nationale, puisqu'il est contraire aux intérêts de votre pays, et qu'il n'existe que dans l’intérêt de quelques familles. Demandez à vos pères ; interrogez tous ces habitants qui arrivent ici des environs : vous apprendrez de leur propre bouche la véritable situation des choses. Ils sont menacés du retour des dîmes, des privilèges, des droits féodaux et de tous les abus dont vos succès les avaient délivrés. N'est-il pas vrai, paysans ? »
À la lecture de la proclamation et à la suite du discours de Napoléon, les soldats discutent entre eux pendant trois quarts d'heure. Lessard est totalement paralysé. C'est alors Randon qui intervient ; il prend des soldats dans l'avant-garde, les fait avancer, les fait agenouiller et mettre en joue. Le capitaine donne alors l'ordre de tirer, mais aucun ne fait feu. Un soldat aurait dit alors : « Est-ce mon chef de bataillon qui en donne l'ordre ? » Le capitaine redemande de faire feu. Le même soldat aurait déclaré alors : « Je tirerai si mon chef de bataillon en donne l'ordre. »
Napoléon s'avance alors tout seul, demande aux soldats bonapartistes de reculer et de ne pas tirer. L'empereur lance d'une voix forte : « Soldats du 5e, je suis votre empereur. Reconnaissez moi ! ». Il s'avance de nouveau, ouvre sa redingote et déclare : « S'il est parmi vous un soldat qui veuille tuer son empereur, me voilà ! ». Les cris de « Vive l'empereur » se font alors entendre ; le 5e de ligne rejoint Bonaparte, doublant les effectifs de la troupe.
Le 7e régiment de ligne, qui était sur le chemin de Bonaparte par pur hasard, se rallie à lui peu avant Grenoble ; il est commandé par Charles de La Bédoyère, qui passe pour un royaliste alors qu'il est en réalité tout dévoué à l'Empereur. La Bédoyère dit à ses hommes : « Je viens de recevoir l'ordre de me porter en avant et de m'opposer au retour de l'Empereur. Marchons-nous contre lui ou pour lui ? ». Les soldats répondent « Pour lui ! ». Deux-mille paysans se rallient spontanément aux troupes bonapartistes avant l'entrée dans Grenoble.

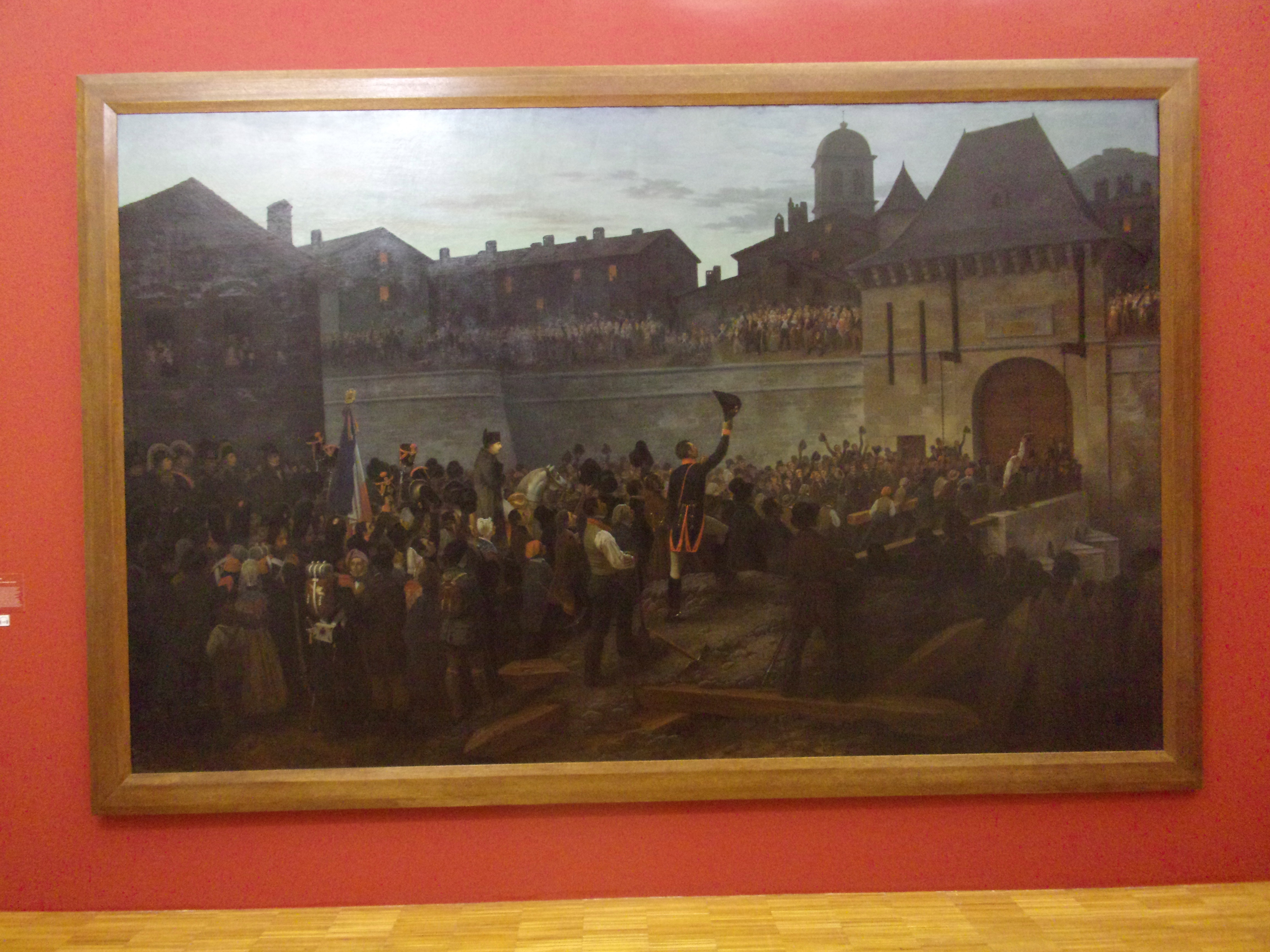
L'entrée de Napoléon à Grenoble en 1815 par Alexandre Debelle exposé en 2020 au musée de Grenoble.

Napoléon poursuit sa route vers Vizille puis le plateau de Brié et Angonnes et redescend vers Grenoble en empruntant la longue avenue d'Eybens afin d'arriver devant la porte de Bonne. Le colonel chargé de garder la ville refuse d'ouvrir ses portes. La Bédoyère monte alors sur un tertre et s’écrie, en s'adressant aux militaires gardant la ville : « Soldats ! Nous vous ramenons le héros que vous avez suivi dans tant de batailles ; c'est à vous de le recevoir et de répéter avec nous l'ancien cri de ralliement des vainqueurs de l’Europe : Vive l'empereur ! ». Ce sont finalement les soldats chargés de défendre la ville qui ouvrent le passage aux bonapartistes. Plus tard, Bonaparte écrira : « Jusqu'à Grenoble, j'étais aventurier ; à Grenoble, j'étais prince ».
Le Maréchal Ney promet au roi de France de ramener Bonaparte à Paris « dans une cage de fer ». Le jeudi 9 mars, alors que le roi de Prusse apprend le retour de Napoléon, Louis XVIII refuse son aide ainsi que celle des autres puissances européennes.
Le roi d'Angleterre apprend à son tour le retour de « l'aigle » en France. Napoléon quitte Bourgoin à 15 heures, laissant aux autorités royalistes en place à Lyon le choix de demeurer sur place ou de partir. À Lyon, les troupes du roi commandées par son frère le duc d’Artois, le duc d'Orléans (futur Louis-Philippe) et le général Macdonald refusent d'attaquer les bonapartistes. Les commandants de l'armée quittent la ville le matin, suivis par le préfet Chabrol. Ses opposants partis, Napoléon entre sereinement à Lyon, acclamé par une foule composée notamment de canuts. Il reste deux jours à Lyon, se consacrant à la réception des corps constitués de la ville, à la revue des troupes sur la place Bellecour ainsi qu'à la rédaction de décrets rétablissant son autorité (les « décrets de Lyon » instituant le retour du drapeau tricolore).

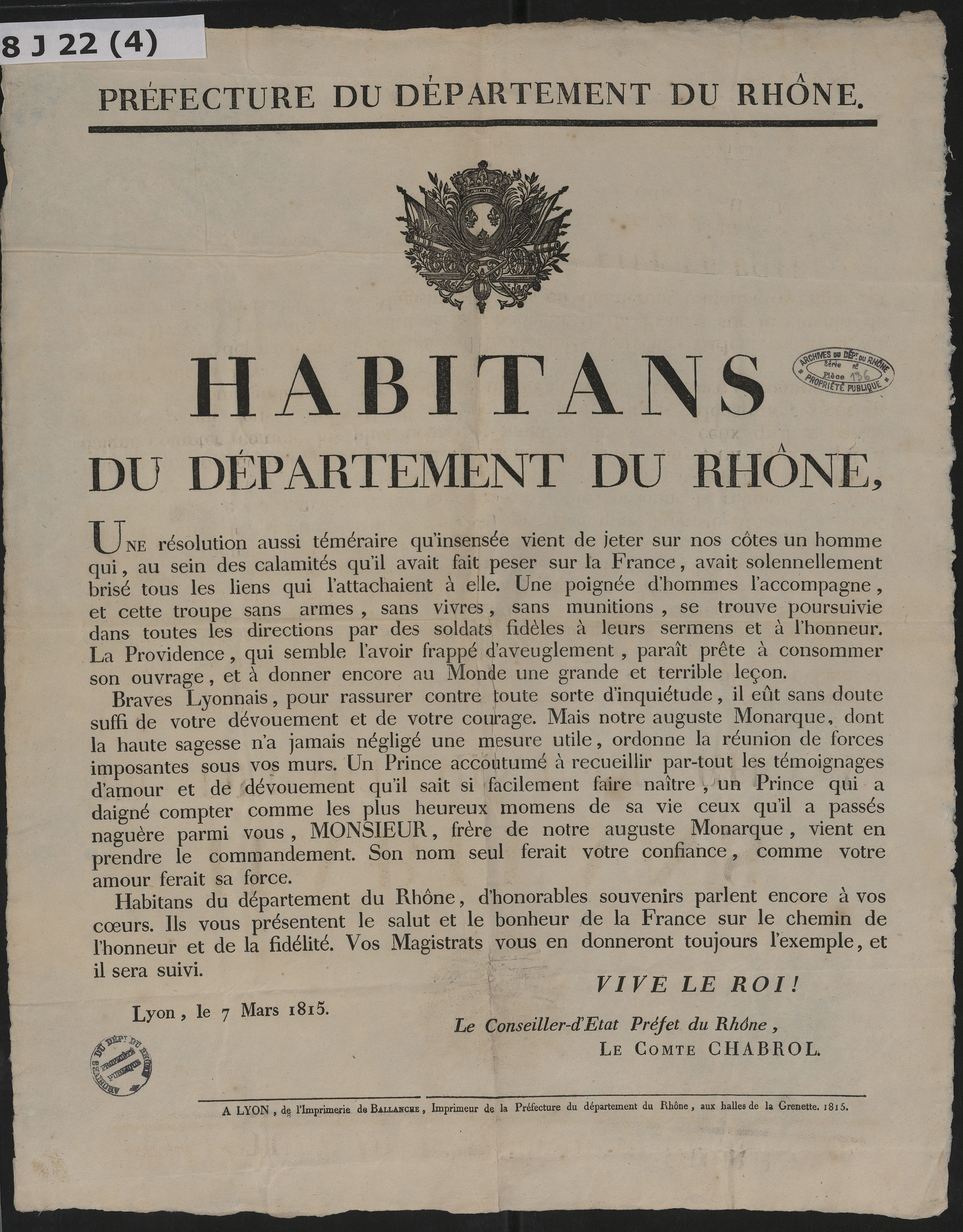
Affiche royaliste à l'attention des habitants du Rhône. 7 mars 1815.

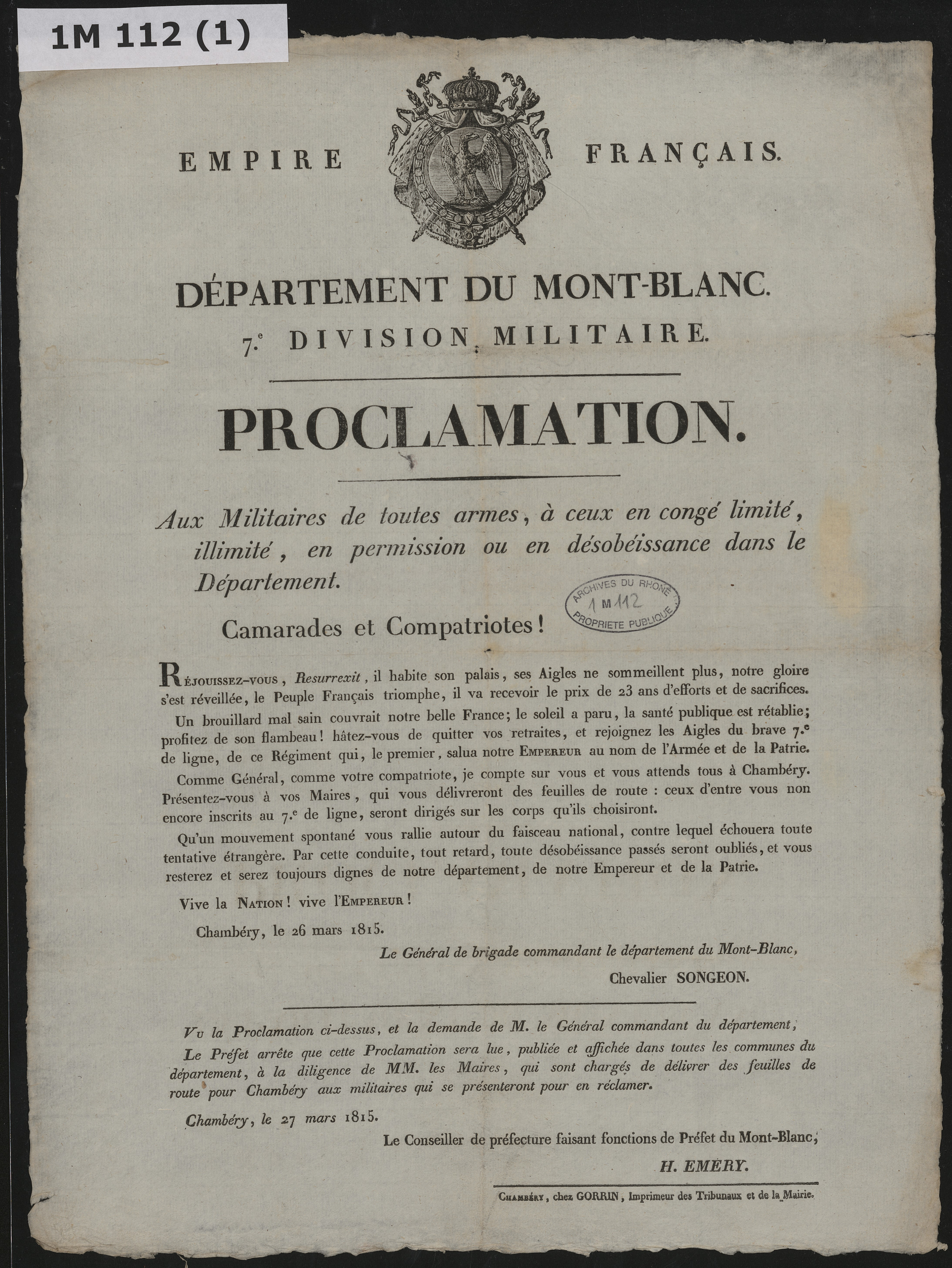
Proclamation du général Sonjeon appelant les militaires à soutenir le retour de l'Empereur, 26 mars 1815.

Le 13 mars, Napoléon quitte Lyon à une heure du matin et parvient dans la matinée à Villefranche-sur-Saône où il remonte la rue principale, acclamé, selon la chronique bonapartiste, par 60 000 personnes. Il parvient à Mâcon à 19 heures. Une adresse aux Lyonnais est placardée sur les murs de la ville. Les puissances européennes se réunissent à Vienne et déclarent « l'usurpateur » hors-la-loi. Mais le maréchal Ney, toujours à la poursuite de Napoléon, est tiraillé entre le roi et Bonaparte. Celui-ci lui envoie un message, lui disant « je vous recevrai comme le lendemain de la Moskova ». Ney, envoyé pour attaquer l'Empereur, dit de lui-même qu'il « ne peut pas arrêter l'eau de la mer avec les mains ». Il se rallie à Napoléon. Sa décision prise, le maréchal Ney fait afficher sa proclamation de Lons-le-Saunier, le même jour :
« Soldats ! La cause des Bourbons est à jamais perdue. La dynastie légitime, que la nation française a adoptée, va remonter sur le trône. C’est à l’empereur Napoléon, notre souverain, qu’il appartient de régner sur notre beau pays… ». Ses soldats crient « Vive l'empereur ! »
Joachim Murat, roi de Naples et allié de Napoléon, décide de déclarer la guerre à l'Autriche.
Le samedi 18 mars, Napoléon reste à Auxerre. Il y rencontre le maréchal Ney à huis clos. Les témoignages divergent ; il semble que les deux hommes aient fortement haussé le ton. Certains prétendent que Napoléon aurait tancé le maréchal pour sa « défection » de 1814. Il n’y a dans tous les cas pas eu d’affrontement entre les troupes du maréchal Ney et celles de Napoléon. Désormais, les troupes bonapartistes sont fortes de 30 000 hommes.
Le ralliement de Ney fait forte impression dans la capitale. La Garde, aux ordres du maréchal Oudinot, rejoint Napoléon à Chaumont. À Auxerre, Bonaparte écrit à Marie-Louise sa troisième lettre depuis son départ de l'île d'Elbe.
Le dimanche 19 mars, Napoléon atteint Pont-sur-Yonne tandis que Louis XVIII et son ministère quittent préventivement Paris. Le lendemain, le 20 mars, Napoléon arrive à Paris. Alors qu'il n'est pas encore dans la capitale, le drapeau impérial flotte déjà dans la ville. Le roi s'est réfugié à Abbeville. Enfin, dans la soirée, Bonaparte entre dans Paris, où il est accueilli par une foule immense. Napoléon a réussi son objectif, il a reconquis son trône « sans verser une seule goutte de sang ».